# 521 př. n. l.

## Události
- Perský král Dareios potlačuje revolty, které po zavraždění mága Gaumáty vzplály po celé říši.

## Hlava státu
Perská říše:
- Dareios I.